# Prix Reynolds
Pour les articles homonymes, voir Reynolds.
Le Prix Reynolds est une course hippique de trot monté qui se déroule en octobre ou novembre sur l'hippodrome de Vincennes à Paris.
C'est une course de Groupe II internationale réservée aux chevaux de 5 à 10 ans, ayant gagné au moins 130 000 € (conditions en 2024).
Elle se court sur la distance de 2 175 mètres (grande piste). L'allocation s'élève à 120 000 €, dont 54 000 € pour le vainqueur.
Ce prix, comme le Prix Phaéton, honore un des principaux étalons trotteurs français de la fin du XIXe siècle. Il est le fils de Conquérant qui donna longtemps son nom à l'actuel Critérium des 4 ans. Kerjacques, Rêve d'Udon, Offshore Dream, Général du Pommeau, Éléazar, Jorky, Ténor de Baune, Fandango, Oligo, Uno Atout et Lutin d'Isigny font tous partie des différentes lignées mâles issues de ces deux chevaux.
Un Prix Reynolds, couru au monté sur l'éphémère hippodrome de Neuilly-Levallois, existait dès la fin du XIXe siècle. Les conditions de la course, courue parfois à l'attelé, ont varié au fil du temps. En 1959, l'allocation passe de 600 000 FRF (12 282 EUR2023) à 3 000 000 FRF (57 840 EUR2023), du niveau des semi-classiques de l'époque.

## Palmarès depuis 1961
| Année | Vainqueur          | Pays     | Père               | Jockey                   | Entraîneur                 | Réd.km |
| ----- | ------------------ | -------- | ------------------ | ------------------------ | -------------------------- | ------ |
| 2024  | Fulton             | France   | Royal Dream        | Damien Bonne             | Nicolas Bazire             | 1'10"  |
| 2023  | Gigolo Lover       | France   | Royal Lover        | Alexandre Abrivard       | Jean-Michel Bazire         | 1'10"9 |
| 2022  | Dynasty Péji       | France   | Prodigious         | Damien Bonne             | Damien Bonne               | 1'10"4 |
| 2021  | Mindyourvalue WF   | Suède    | Hovding Lavec      | Éric Raffin              | Robert Bergh               | 1'10"2 |
| 2020  | Boss du Meleuc     | France   | Lucky Blue         | Alexandre Abrivard       | Yannick-Alain Briand       | 1'10"8 |
| 2019  | Vertige de Chenu   | France   | Lynx de Bellouet   | Éric Raffin              | Jean-Michel Baudouin       | 1'11"3 |
| 2018  | Vrai Voyou         | France   | Gazouillis         | Adrien Lamy              | Pierre-Emmanuel Mary       | 1'11"2 |
| 2017  | Ulka des Champs    | France   | Offshore Dream     | Matthieu Abrivard        | Gilles Curens              | 1'11"7 |
| 2016  | Scarlet Turgot     | France   | Dahir de Prélong   | Alexandre Abrivard       | Yannick-Alain Briand       | 1'12"6 |
| 2015  | Uppercut de Manche | France   | Neutron du Cébé    | Damien Bonne             | Thierry Raffegeau          | 1'11"2 |
| 2014  | Uppercut de Manche | France   | Neutron du Cébé    | Damien Bonne             | Thierry Raffegeau          | 1'11"3 |
| 2013  | Roxane Griff       | France   | Ténor de Baune     | Éric Raffin              | Sébastien Guarato          | 1'11"3 |
| 2012  | Rapide Lebel       | France   | Ginger Somolli     | Éric Raffin              | Sébastien Guarato          | 1'10"8 |
| 2011  | Picsou de Villabon | France   | Speed Clayettois   | Ludovic Mollard          | Patrick Labrousse          | 1'11"4 |
| 2010  | Commander Crowe    | Suède    | Juliano Star       | Matthieu Abrivard        | Fabrice Souloy             | 1'11"4 |
| 2009  | Marathon Man       | France   | Tadzio de la Motte | Romain Derieux           | Igor-Pierre Blanchon       | 1'12"8 |
| 2008  | Marathon Man       | France   | Tadzio de la Motte | Nathalie Henry           | Igor-Pierre Blanchon       | 1'12"4 |
| 2007  | Olimède            | France   | Ganymède           | Nathalie Henry           | Lutfi Kolgjini             | 1'12"8 |
| 2006  | Mage du Martellier | France   | Chef du Châtelet   | Éric Raffin              | Régis Perroteau            | 1'13"2 |
| 2005  | Criks Hurricane    | Suède    | Buck Newton        | Philippe Masschaele      | Jörgen Westholm            | 1'14"2 |
| 2004  | Jag de Bellouet    | France   | Viking's Way       | Matthieu Abrivard        | Christophe Gallier         | 1'14"3 |
| 2003  | Jag de Bellouet    | France   | Viking's Way       | Matthieu Abrivard        | Christophe Gallier         | 1'15"2 |
| 2002  | Glorieuse du Bois  | France   | Tarif du Bois      | Michel Lenoir            | Jacques Bruneau            | 1'15"3 |
| 2001  | Franc Or           | France   | Karim Mabon        | Gaëtan Prat              | Loïc-Marie Dalifard        | 1'16"3 |
| 2000  | Éclat              | France   | Sancho Pança       | Jean-Loïc-Claude Dersoir | Joël Hallais               | 1'16"  |
| 1999  | Hiosco du Vivier   | Belgique | Park Ridge Lobell  | Philippe Masschaele      | Alphonse Vanberghen        | 1'16"8 |
| 1998  | Rocky Kim          | Suède    | Ogorek             | Philippe Masschaele      | Anders Lindqvist           | 1'17"6 |
| 1997  | Dream With Me      | France   | Tarass Boulba      | François Roussel         | Alain Roussel              | 1'15"9 |
| 1996  | César de Saint Pol | France   | Oligo              | Jean-Marie Monclin       | Guy Marmion                | 1'16"3 |
| 1995  | Courlis du Pont    | France   | Opus Dei           | Philippe Békaert         | Ulf Nordin                 | 1'20"1 |
| 1994  | Alpha Barbés       | France   | Néric Barbés       | Jean-Philippe Mary       | Christian Bigeon           | 1'16"4 |
| 1993  | Vive Ludoise       | France   | Kronos du Vivier   | Jean-Claude Hallais      | Jean-Claude Hallais        | 1'17"4 |
| 1992  | Une Fleur          | France   | Dejel              | Lionel Lequeux           | Jacques-André Fribault     | 1'17"3 |
| 1991  | Scoop Meslois      | France   | Jiosco             | Michel Lenoir            | Alain Roussel              | 1'17"  |
| 1990  | Reine du Corta     | France   | Ura                | Michel Lenoir            | Alain Roussel              | 1'20"  |
| 1989  | Stirwen            | France   | Valmont            | Michel Lenoir            | Guy Lhomet                 | 1'22"  |
| 1988  | Polanska           | France   | Haut de Bellouet   | Hervé David              | Philippe Lemetayer         | 1'20"7 |
| 1987  | Olvera             | France   | Ura                | Alain Laurent            | Claude Campain             | 1'20"2 |
| 1986  | Opus Dei           | France   | Florestan          | Jean-Marie Lefebvre      | Jean-Marie Lesne           | 1'20"  |
| 1985  | Mopsus             | France   | Dogan              | Philippe Békaert         | Joël Hallais               | 1'21"  |
| 1984  | Luga               | France   | Quioco             | Yves Dreux               | Bernard Desmontils         | 1'21"5 |
| 1983  | Mozon              | France   | Discret Amour      | Jean-Paul Fairand        | Jean-Paul Fairand          | 1'19"8 |
| 1982  | Jodnesse           | France   | Amiral Williams    | Michel Lenoir            | Ghislain Fontenay          | 1'20"3 |
| 1981  | Iris de Vandel     | France   | Ura                | Philippe Gillot          |                            | 1'19"8 |
| 1980  | Idée Baroque       | France   | Quirinus III       | Yves Dreux               | Maurice-René de Folleville | 1'20"9 |
| 1979  | Fleuronné          | France   | Quirinus III       | Pierre Touvais           | Roger Baudron              | 1'19"2 |
| 1978  | Fleuronné          | France   | Quirinus III       | Pierre Touvais           | Roger Baudron              | 1'20"  |
| 1977  | Érégoya            | France   | Sabi Pas           | Alain Laurent            |                            | 1'19"6 |
| 1976  | Caillouet          | France   | Palermo            | Jean-Claude Hallais      |                            | 1'20"  |
| 1975  | Dastérien          | France   | Maestro II         | André Reine              |                            | 1'19"8 |
| 1974  | Cette Histoire     | France   | Kerjacques         | Alain Laurent            |                            | 1'20"3 |
| 1973  | Bellino II         | France   | Boum III           | René Fabre               |                            | 1'19"3 |
| 1972  | Arbella            | France   | Harold D III       | Jean Mary                |                            | 1'19"3 |
| 1971  | Voltaire H         | France   | Le Juge W          | Michel-Marcel Gougeon    |                            | 1'20"6 |
| 1970  | Valmont            | France   | Fandango           | Louis Sauvé              |                            | 1'18"2 |
| 1969  | Ténébreuse D       | France   | Fandango           | Louis Sauvé              |                            | 1'20"6 |
| 1968  | Sole Mio B         | France   | Carioca II         | Gérard Mascle            |                            | 1'19"9 |
| 1967  | Royal Boy VT       | France   | Hermès D           | Louis Hanse              |                            | 1'20"6 |
| 1966  | Ricotte            | France   | Carioca II         | M. Girouard              |                            | 1'19"9 |
| 1965  | Quioco             | France   | Vermont            | Michel-Marcel Gougeon    |                            | 1'22"2 |
| 1964  | Ol Est B           | France   | Harold D III       | François Brohier         |                            | 1'20"2 |
| 1963  | Miss des Ramiers   | France   | Atus II            | Jean Mary                |                            | 1'20"6 |
| 1962  | Noble Épine        | France   | Aristo             | Jean Mary                |                            | 1'20"2 |
| 1961  | Montcalm D         | France   | Atus II            | Louis Sauvé              |                            | 1'21"1 |

## Sources
- Pour les conditions de course et les dernières années du palmarès : site de la SETF
- Pour les courses plus anciennes : archives des quotidiens  (Ouest-France, Sud-Ouest…)